# Трипалий мартин
Трипалий мартин (Rissa) — рід птахів родини мартинових (Laridae). Рід включає два види, поширених на узбережжі Північного Льодовитого океана, півночі Тихого і Атлантичного океанів. В Європі, в тому числі в Україні, зустрічається лише один вид — мартин трипалий (Rissa tridactyla). Гніздяться великими колоніями, часто разом з кайрами (Uria).

## Опис
Довжина тіла мартинів цього роду досягає близько 40 см, розмах крил — 85-100 см. На відміну від інших мартинів, пташенята цих птахів не плямисті, а білі і пухнасті. Їм не потрібне захисне забарвлення, оскільки гнізда будуються на крутих скелях і їм не загрожують хижаки. 